# Bogdănești (gmina Vidra)
Bogdănești – wieś w Rumunii, w okręgu Alba, w gminie Vidra. W 2011 roku liczyła 35 mieszkańców.